# Ann Kristin Aarønes
Ann Kristin Aarønes, född den 19 januari 1973 i Ålesund, Norge, är en norsk fotbollsspelare. Hon var med i de norska landslag som vann EM-guld 1993 och VM-guld 1995. I VM 1995 vann hon också skytteligan med fem mål. Vid fotbollsturneringen under OS 1996 i Atlanta deltog hon i det norska lag som tog brons.